# Christos Stylianides

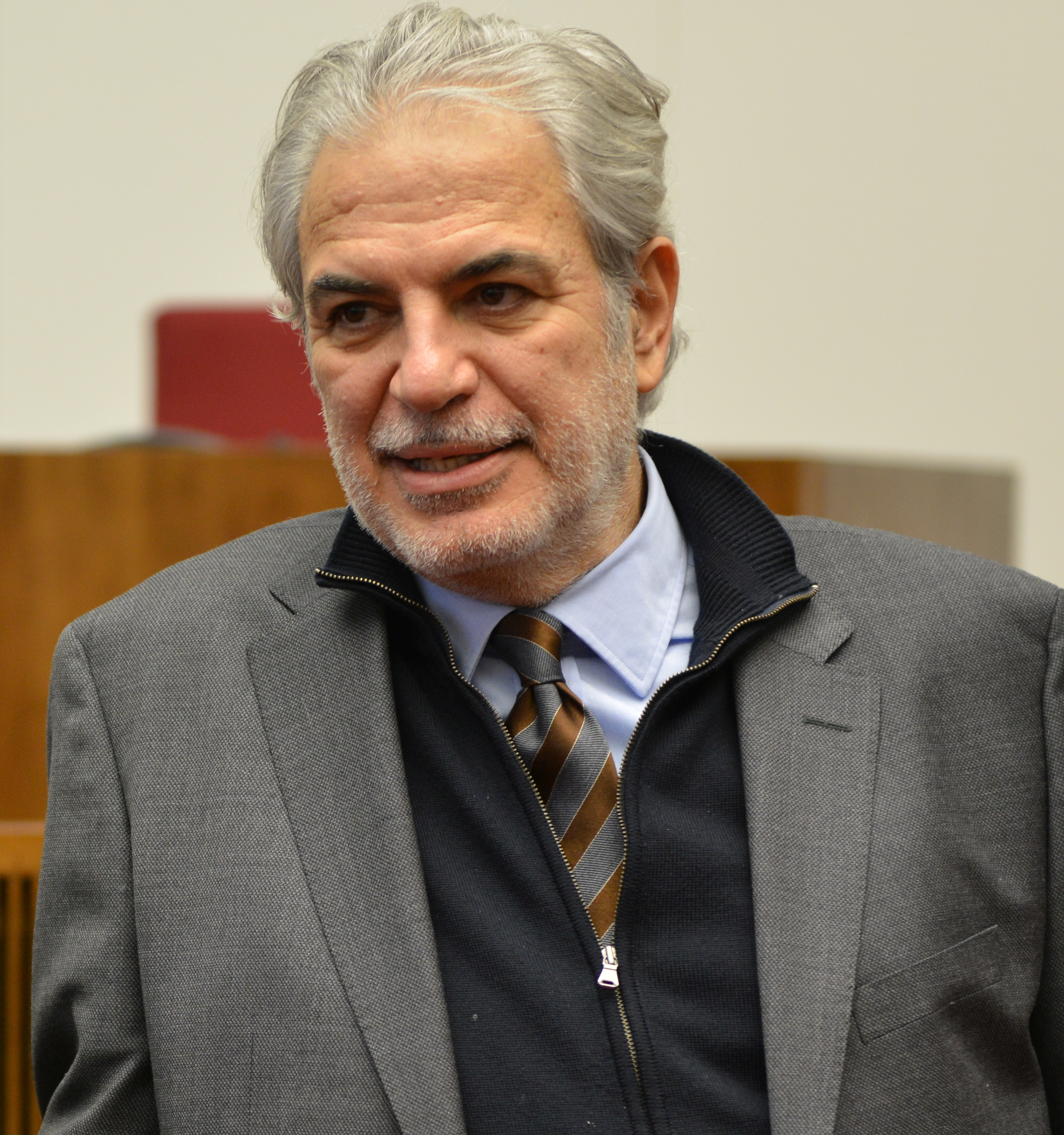
Christos Stylianides im Dezember 2017

Christos Stylianides (griechisch Χρήστος Στυλιανίδης Chrístos Stylianídis; * 26. Juni 1958 in Nikosia) ist ein zypriotischer und griechischer Politiker der Dimokratikos Synagermos (DISY). Vom 1. November 2014 bis zum 30. November 2019 war er EU-Kommissar für humanitäre Hilfe und Krisenschutz in der Kommission Juncker. Am 5. Mai 2021 wurde er zum Sonderbeauftragten für Religions- und Glaubensfreiheit außerhalb der EU ernannt, dieses Amt übte er jedoch nur bis zu seinem Eintritt in die Griechische Regierung im Herbst 2021 aus.

## Leben

### Studium, Regierungssprecher und Abgeordneter

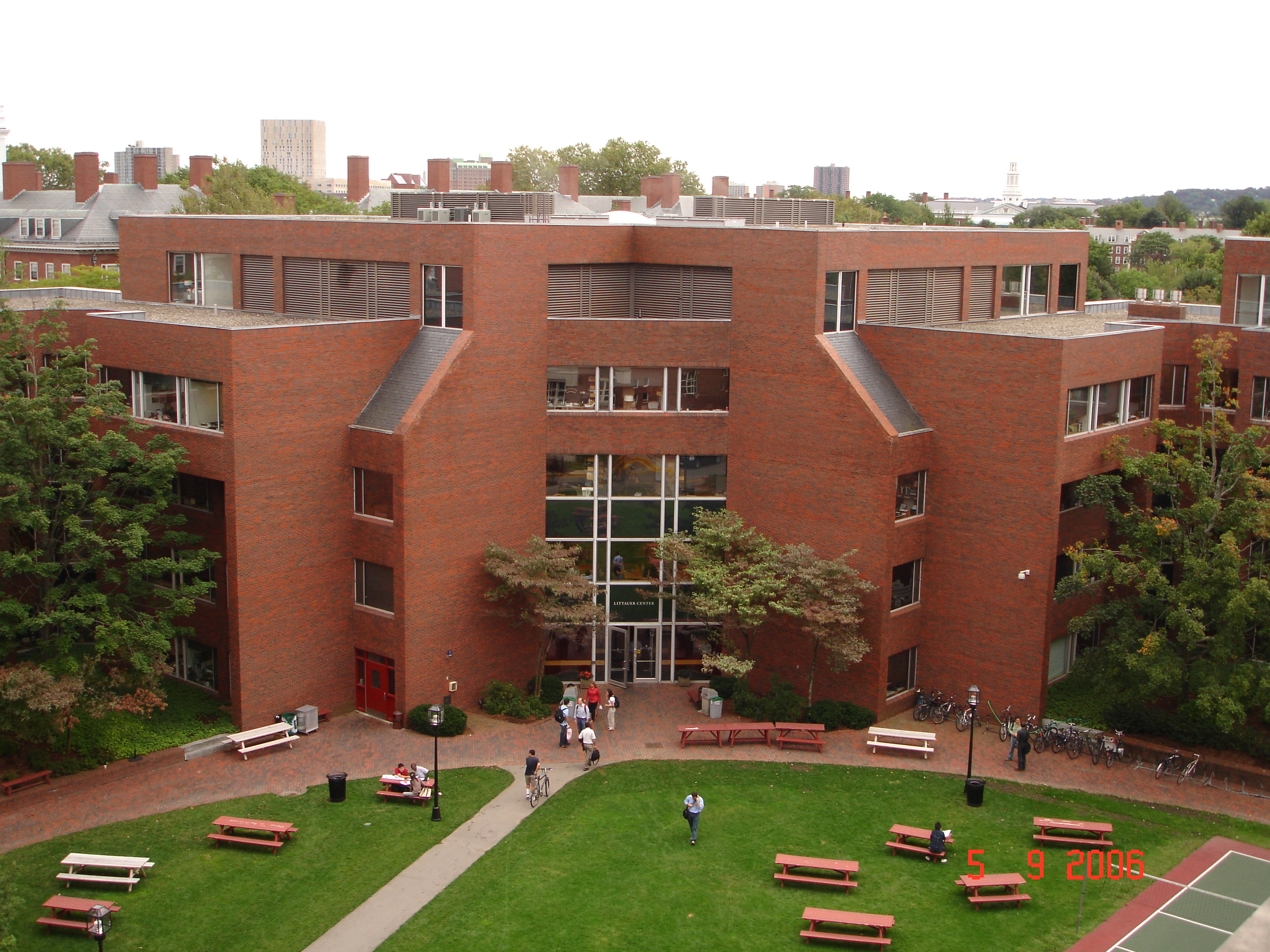
Das Littauer Gebäude der John F. Kennedy School of Government

Stylianides absolvierte nach dem Schulbesuch ein Studium der Zahnmedizin an der Aristoteles-Universität Thessaloniki und nahm nach Abschluss des Studiums eine Tätigkeit als Zahnarzt auf. Daneben absolvierte er ein postgraduales Studium der Fächer Politikwissenschaften, Internationale Beziehungen und European Studies mit Schwerpunkt auf die Europäischen Institutionen im Vereinigten Königreich sowie an der John Fitzgerald Kennedy School of Government der Harvard University.
Während der Amtszeit von Staatspräsident Glafkos Klerides fungierte er zwischen 1998 und 1999 als Regierungssprecher.
Bei der Parlamentswahl vom 21. Mai 2006 wurde Stylianides als Kandidat der Partei Demokratische Versammlung DISY von Nikos Anastasiadis erstmals zum Mitglied des Repräsentantenhauses gewählt und vertritt dort seither den Wahlkreis Nikosia. Unmittelbar nach seiner Wahl wurde er 2006 Mitglied des Exekutivbüros der DISY und war daneben zwischen 2006 und 2008 auch Kommissar für Europaangelegenheiten im Vorstand seiner Partei. Im Anschluss war er bis 2011 Koordinator für Internationales und Dezentralisierung im Vorstand der DISY.
Nachdem Stylianides bei der Parlamentswahl am 21. Mai 2011 wieder zum Mitglied des Repräsentantenhauses gewählt wurde, wurde er stellvertretender Vorsitzender des Ständigen Ausschusses des Repräsentantenhauses für Auswärtige und Europäische Angelegenheiten sowie Mitglied des Ständigen Ausschuss für Arbeit und Sozialversicherung. Darüber hinaus ist er Mitglied der zypriotischen Delegation in der Parlamentarischen Versammlung der Organisation für Sicherheit und Zusammenarbeit in Europa (OSZE).
Nach der Wahl und dem Amtsantritt von Nikos Anastasiadis als neuer Staatspräsident Zyperns wurde Stylianides am 1. März 2013 erneut Regierungssprecher. Am 14. April 2014 trat er als Regierungssprecher zurück, nachdem ihn die DISY am 1. März 2014 zu einem ihrer sechs Kandidaten für die Europawahl 2014 benannt hatte.

### Mitglied des Europäischen Parlaments und EU-Kommissar
Bei der Europawahl 2014 wurde er zum Mitglied des 8. Europäischen Parlaments gewählt und gehört dort der Fraktion der Europäischen Volkspartei (Christdemokraten) (EVP) an. Im Europäischen Parlament wurde er Mitglied des Haushaltsausschusses sowie stellvertretendes Mitglied des Ausschusses für Industrie, Forschung und Energie. Ferner war er Mitglied der Delegation für die Beziehungen zu den Vereinigten Staaten sowie stellvertretendes Mitglied der Delegation für die Beziehungen zu Israel sowie der Delegation in der Parlamentarischen Versammlung der Union für den Mittelmeerraum.
Am 10. September 2014 wurde bekanntgegeben, dass ihn der neue Präsident der Europäischen Kommission, Jean-Claude Juncker, zum EU-Kommissar für humanitäre Hilfe und Krisenschutz ernannt hat. Bereits am 5. September 2014 wurde bekannt, dass er als neuer Vertreter Zyperns der EU-Kommission angehören soll. Dieses Amt soll er mit den anderen Mitgliedern der Kommission Juncker zum 1. November 2014 übernehmen. Mit 1. Dezember 2019 folgte ihm Janez Lenarčič in der Kommission von der Leyen I als Kommissar für humanitäre Hilfe und Krisenschutz nach. 

### Weitere Aufgaben für die Europäische Union und Griechischer Minister
Stylianides wurde im Anschluss an seine Tätigkeit als Kommissar im Juli 2020 zum Sonderberater des Vizepräsidenten der Europäischen Union Margaritis Schinas für Bildung in Notsituationen, Migration und Inklusion.
Zum 5. Mai 2021 wurde Christos Stylianides von der Europäischen Kommission zum Sonderbeauftragten für Religions- und Glaubensfreiheit außerhalb der EU ernannt. Er folgte damit auf den slowakischen Politiker Ján Figeľ, der das Amt bis 2019 innehatte. Im Anschluss hatte es Bestrebungen der Europäischen Kommission gegeben das Amt abzuschaffen, welche jedoch nach dem Protest des Europäischen Parlaments und zahlreicher zivilgesellschaftlicher sowie religiöser Akteure fallengelassen wurden. Dennoch war das Amt zuvor für mehr als anderthalb Jahre vakant.
Sein Amt als Sonderbeauftragter legte er jedoch schon wenige Monate später nieder, da er am 10. September 2021 zum Minister für die Klimakrise und den Zivilschutz in der Regierung von Kyriakos Mitsotakis ernannt wurde, dazu wurde ihm ehrenhalber die griechische Staatsbürgerschaft verliehen.

### Privatleben und Engagement
Christos Stylianides ist mit Thoula Charalambides verheiratet und Vater eines Sohnes.
Am 5. April 2019 wurde Stylianides für sein langjähriges Engagement und den besonderen Einsatz für den primär von Ehrenamtlichen getragenen Zivil- und Katastrophenschutz mit dem THW-Ehrenzeichen in Gold ausgezeichnet. Das Ehrenzeichen Bevölkerungsschutz des Landes Baden-Württemberg erhielt er am 13. Juli 2021.